# Joviczky József
Joviczky József (Újpest, 1918. március 26. – Budapest, 1986. augusztus 28.) operaénekes (tenor) volt. Különösen Wagner-énekesként és Erkel Bánk bánjának címszereplőjeként volt nevezetes.

## Élete
Már gyermekként tanult zenét, de mégis az újpesti Laczkovits József és Tsa Hajó és Kazán Gyárban lett kovácssegéd majd -mester. Jemnitz Sándor fedezte fel énekesi képességét. Csak 26 éves korában, 1943-ban jutott be a Zeneakadémiára, ahol Walter Margit és Maleczky Oszkár voltak tanárai. Ők baritonná formálták hangját. 1947-ben végzett az akadémián és rögtön szerződtette az Operaház. Első évadjában Budanovits Mária segítségével tenorrá képezte át magát, s 1948-ban már ekként debütált Siegmund (Wagner: A walkür) szerepében. A nagy siker után sorra kapta a hős- és drámai tenor szerepeket, melyek között Trisztán (Wagner: Trisztán és Izolda) volt a legparádésabb alakítása. Németországban is sikerrel mutatkozott be, bár remélt bayreuthi szereplése elmaradt. Pályájára egy rossz kritika miatt az újságírónak adott pofon vetett árnyékot, emiatt fokozatosan háttérbe szorult és mindössze 52 évesen, 1970-ben nyugdíjazták.

## Szerepei
- D'Albert: Hegyek alján – Pedro
- Erkel: Hunyadi László – címszerep
- Erkel: Bánk bán – címszerep
- Leoncavallo: Bajazzók – Canio
- Saint-Saëns: Sámson és Delila – Sámson
- Verdi: Aida – Radames
- Verdi: Otello – címszerep
- Wagner: Tannhäuser – címszerep
- Wagner: Lohengrin – címszerep
- Wagner: A nürnbergi mesterdalnokok – Balthasar Zorn
- Wagner: A walkür – Siegmund

## Díjai, kitüntetései
- 1956 – Liszt Ferenc-díj
- a Magyar Állami Operaház örökös tagja